# نورسية
النورسية (الاسم العلمي: Laridae) هي فصيلة من الطيور تتبع رتبة الزقزاقيات من طائفة الطيور.

## أسر
تضم هذه الفصيلة من الطيور أسرتين هما:
- النوارس (الاسم العلمي: Larinae)
- الخرشناوات (الاسم العلمي: Sterninae)